# خالد بن محمد آل نهیان
خالد بن محمد بن زاید آل نهیان (به عربی: خَالِد بن مُحَمَّد بن زَاید آل نَهیَان‎؛ متولد ۸ ژانویه ۱۹۸۲) ولیعهد ابوظبی است. او در ۲۹ مارس ۲۰۲۳ به این سمت منصوب شد. او پسر ارشد شیخ محمد بن زاید آل نهیان، سومین رئیس‌جمهور امارات متحده عربی است.

## اوایل زندگی و تحصیلات
خالد پسر ارشد شیخ محمد بن زاید آل نهیان، رئیس فعلی امارات متحده عربی، و عضوی از خانواده آل نهیان که حاکم بر ابوظبی هستند می‌باشد. مادرش شیخه سلامه بنت حمدان آل نهیان است. خالد برادر بزرگتر ذیاب بن محمد بن زاید آل نهیان، رئیس دیوان ولیعهد ابوظبی و رئیس شرکت راه‌آهن اتحاد است.
بن محمد در سال ۲۰۰۴ با مدرک لیسانس علوم سیاسی از دانشگاه ایالتی آریزونا در ایالات متحده آمریکا فارغ‌التحصیل شد، و پس از آن در سال ۲۰۰۷ مدرک کارشناسی ارشد خود را از دانشکده خدمات خارجی والش دانشگاه جورج تاون دریافت کرد.

## حرفه

### حرفه سیاسی
در تاریخ ۲۹ مارس ۲۰۲۳، وی به عنوان ولیعهد ابوظبی و همچنین رئیس شورای اجرایی ابوظبی انتخاب شد. عنوان ولیعهدی پیش از آنکه در نهایت توسط پدرش محمد بن زاید به خالد اعطا شود، توسط شیخ طحنون بن زاید مورد بحث و بررسی قرار گرفته بود. در عوض، شیخ طحنون به عنوان ناظر بر صندوق ثروت ملی به ارزش ۱٫۵ تریلیون دلار منصوب شد. پیش از این، خالد عضو شورای اجرایی ابوظبی و رئیس دفتر اجرایی ابوظبی بود.

### عضویت در هیئت مدیره
شیخ خالد بن محمد عضو شورای عالی امور مالی و اقتصادی ابوظبی است. او عضو هیئت مدیره شرکت ملی نفت ابوظبی (ADNOC) و عضو هیئت مدیره سازمان سرمایه‌گذاری ابوظبی (ADIA) است. او رئیس چندین هیئت مدیره از جمله شورای ژنومیک امارات متحده عربی، کمیته اجرایی هیئت مدیره ADNOC , و شورای تحقیقات فناوری پیشرفته (ATRC) است.

## زندگی شخصی
شیخ خالد یکی از چهره‌های اماراتی است که به دلیل مشارکتش با یک شرکت سرمایه‌گذاری فراساحلی، در اسناد پاندورا از او نام برده شده است. او از طریق شرکت Desroches Island Limited که خالد تنها سهامدار آن است، در این فعالیت‌ها مشارکت دارد. شرکای تجاری او که در اسناد ذکر شده‌اند عبارتند از  آونگ بنگ سنگ تاجر سنگاپوری و علی سعید جمعه آلبواردی تاجر اماراتی.
- برادر کوچکتر او ذیاب بن محمد بن زاید آل نهیان، عضو شورای اجرایی و رئیس دیوان ولیعهد، سازمان کودکان خردسال، شرکت حمل و نقل ابوظبی و شرکت راه‌آهن اتحاد است.[۲۷][۲۸]

## افتخارات
- بحرین: درجه اول سلطنت حمد رنسانس (۲۶ نوامبر 2024)[۲۹]
- مالزی: فرمانده بزرگ افتخاری نشان مدافع قلمرو (۲۳ مه 2023)[۳۰]
  -  پاهانگ: عضو درجه ۲ خانواده تاج ایندرا از پاهانگ (۲۳ مه 2023)[۳۰]